# 아리아 (만화)
《아리아》(アリア, ARIA)는 아마노 코즈에의 만화로, 이 만화를 바탕으로 사토 준이치 감독의 애니메이션도 만들어졌다.
아리아의 세계는 23~24세기 시대의 사람이 살 수 있도록 바다와 대양의 도시로 지구화(테라포밍)한 행성 아쿠아(현재의 화성)에 있는, 지구의 베네치아를 바탕으로 하여 만든 네오 베네치아라는 관광도시에 그 바탕을 두고 있다.
만화의 주인공인 미즈나시 아카리는 이 네오 베네치아에 있는 수상안내업체 중 하나인 '아리아 컴퍼니'의 싱글(손님을 받을 수 없는 연습생)이다. 또한 그녀는 최고의 운디네(프리마)가 되기 위해 매일같이 열심히 연습을 하고 있는 중이다.

## 설정
만화에서, 아쿠아 행성에 필요한 사람들을 4대 원소의 정령의 호칭을 빌어 표현하고 있다, 물의 정령인 운디네는 관광용 곤돌라 운송인, 불의 정령인 샐러맨더는 아쿠아 행성의 기후를 관리하는 자, 바람의 정령인 실프는 택배 운송인, 땅의 정령인 노움은 아쿠아의 중력을 조절하는 자들을 각각 의미한다.
이 만화의 이야기는 네오 베네치아를 배경으로 주인공인 미즈나시 아카리와 3대 수상안내업체들에서 벌어지는 이야기들로, 각 회사의 사장은 푸른색 눈을 가진 고양이이다. 주인공인 아카리가 다니고 있는 회사는 '아리아 컴퍼니(사장:아리아)',이며, 그의 친구인 아이카가 다니고 있는 회사는 '히메야(사장:히메)', 만화의 중반부에 사귀게 되는 아리스가 다니고 있는 회사는 '오렌지 플래닛(사장:마아)'이다.

### 지명
아쿠아
옛이름은 화성. 아리아의 무대. 아리아의 원래 제목(아리아는 아쿠아의 속편 제목이다.)이기도 하다. 테라포밍 과정에서 극점의 얼음이 녹아 대량의 물이 유입되어 지표의 상당수가 물로 뒤덮이게 되었다. 지구보다도 물이 더 많을 정도. 때문에 이름이 화성에서 물의 행성, 아쿠아로 바뀌게 되었다.
맨홈
옛이름은 지구. 주인공 아카리의 고향. 말그대로 사람들의 고향이라는 뜻이다. 우주 개척으로 사람들이 지구를 떠나면서도 모든 사람의 고향이라는 것을 잊지 않기 위해 이름을 바꾸었다. 현재는 무척이나 자동화, 기계화되어 편리함이 극대화되어 있다. 세탁, 청소, 요리 등 거의 모든 일을 기계에 맡기고 있어 사람이 직접 할 필요가 없다. 기후도 기계를 이용, 제일 쾌적한 상태를 유지하므로 심한 더위나 추위도 없으며 비나 눈도 필요한 만큼만 온다. 자연도 거의 사라져 삭막한 회색 행성이 되었다.
네오 베네치아
아쿠아에 건설된 옛지구의 베네치아를 본따 만든 도시. 아쿠아에서 발견된 베네치아와 거의 모든 지형이 비슷한 곳에 건설되었다. 몰락한 베네치아를 되살리기 위해 건설되었으며 주요 건물은 물론이고 도시의 거의 모든 부분이 옛 베네치아와 같다. 물의 행성인 아쿠아 내에서도 물의 도시라고 불릴 정도로 수로가 많으며 때문에 이동 수단은 곤돌라를 비롯한 배와 에어바이크같은 하늘길이 대다수이다. 게다가 네오 베네치아 시민들은 전통을 지키려는 경향이 강해 네오 베네치아 내에서는 자동차가 금지되어있다. 그나마 외곽 지역으로 기차나 전철은 운행하고 있다. 중심지는 옛 베네치아와 똑같은 모습을 하고 있지만 주변의 섬들에는 중국마을이나 일본마을 등 독자적인 문화를 가진 마을들도 있다.
네오 아드리아해
네오 베네치아를 품고 있는 바다. 옛 지구의 아드리아해에서 이름을 따왔다. 지구의 아드리아해처럼 잔잔하고 평온한 바다이다. 네오 베네치아를 중심으로 많은 섬들이 떠있으며 그 섬들 중에는 무인도도 많지만 각자의 문화를 가진 마을들도 많이 존재한다.

### 운디네
운디네란 아쿠아에 있는 네오 베네치아에 있는 직업으로 곤돌라를 이용한 관광 안내인을 뜻한다. 노젓기, 접객, 칸초네 등 여러 능력이 요구되며, 그 능력들이 모두 뛰어나야 하므로 무척이나 되기 어려운 직업이다. 다만 일단 프로 운디네인 프리마가 되면 연예인에 가까운 대우를 받는다. 3대 요정의 경우에는 웬만한 톱스타보다도 유명할 정도이다.
운디네의 시스템
운디네는 도제 시스템을 채택하고 있다. 그에 따라 장인이라고 할 수 있는 프리마가 도제인 싱글 또는 페어를 제자로 두어 가르친다. 운디네의 단계는 페어(견습생)-싱글(준숙련가)-프리마(숙련가)의 세단계이며, 그 구분은 손에 낀 장갑으로 한다. 페어는 양손에 장갑을 끼고 있으며 싱글은 한손(주로 쓰는 쪽)만 끼고 있고 프리마는 양손 모두 장갑을 끼지 않는다. 이런 구분 방법이 생긴 이유는 노젓기는 상당히 힘든 일이기 때문에 초보의 경우에는 장갑을 끼지 않으면 상처와 물집이 생기기 때문이다. 즉, 장갑을 벗는다는 것은 그만큼 노젓기에 익숙해졌다는 소리이다.
도제 시스템이기 때문에 승급은 전적으로 선배 프리마에게 달려 있다. 노젓기, 접객, 칸초네 등 운디네에 필요한 여러 능력들을 충분히 고려하여 시험을 치루어 승급시킨다. 일반적으로 페어에서 싱글로의 시험은 비밀로 하는 것이 관습이다. 때문에 수고하라는 인사를 하는 선배들을 보며 고개를 갸웃거리는 페어들을 자주 볼 수 있다. 싱글로의 시험과는 다르게 프리마로의 시험은 해당 싱글 운디네에게 미리 통보해준다. 게다가 거의 정해져 있는 싱글 시험 루트와는 다르게 프리마 시험 루트는 여러 개가 존재한다.
운디네의 규칙
싱글이나 페어는 손님을 받을 수 없다. 다만 프리마가 동행하고 있을 경우에는 손님을 받을 수 있다. 단, 이 경우 프리마에 비해 가격이 저렴하다. 아직 미숙한 싱글이나 페어가 사고를 낼 경우를 대비한 규칙이다. 하지만 친구라거나 돈을 받지 않으면 손님이 아니기 때문에 태울 수 있다. 라는 논리로 아카리가 자주 어긴다. 물론 말도 안되는 논리이며 히메야나 오렌지 플래닛 같은 큰 회사에서 그러면 크게 혼나거나 쫓겨날지도 모른다.
싱글이나 페어는 검은색 곤돌라를, 프리마는 흰색 곤돌라를 몰아야 한다. 서비스와 가격이 다른 두 경우를 구별하기 위한 규칙. 싱글이나 페어가 견습을 이유로 흰색 곤돌라에 동행하더라도 싱글이나 페어는 흰색 곤돌라를 몰 수 없고 프리마가 동행하더라도 싱글이나 페어가 손님을 받는 경우 검은색 곤돌라를 몰아야 한다. 다만 여러 상황때문에 예외를 두는 경우가 많다.

### 트라게토
네오 베네치아의 대수로를 건널 때 쓰는 곤돌라. 네오 베네치아는 물의 도시라는 이름답게 수많은 수로들이 존재하는데 때문에 곳곳에 다리가 존재한다. 하지만 네오 베네치아의 중앙에 존재하는 대수로는 그 너비가 너무 넓어 다리를 놓을 수 없으므로 그곳을 건너기 위해서는 배를 이용해야 한다. 그리고 이 배를 트라게토라고 한다. 관광용 곤돌라와 달리 손님들도 서서 타며, 두 명의 사공이 배의 앞뒤에서 노를 젓는다.
트라게토의 사공들
트라게토는 싱글이 프리마의 동행없이 손님을 받을 수 있는 유일한 방법이다. 따라서 트라게토 사공의 상당수는 연습 중인 싱글들이다. 트라게토는 관광용 곤돌라와 달리 손님이 서서 타고 두 명의 사공이 노를 저으므로 노젓기 연습에 아주 좋다. 게다가 관광용 곤돌라에 비해 사용자의 수가 훨씬 많으므로 접객에도 도움이 된다. 그렇기 때문에 트라게토 사공은 운디네들이 프리마가 되기 전에 반드시 한번쯤은 겪는 일이다.
다만 모든 트라게토 사공들이 연습 중인 싱글들인 것은 아니며, 전문적인 트라게토 사공들도 많다. 이들은 대부분 싱글 운디네 출신들로 프리마를 되지 못했거나 트라게토가 좋아서 운디네를 그만 둔 이들이다. 일부에서는 이런 점을 들어 트라게토 사공이 운디네보다 못하다고 생각하지만 이는 틀린 것으로 트라게토 사공은 네오 베네치아 시민들의 발이 되어주는 매우 중요한 역할이다.

### 바포레토
아쿠아는 맨홈이 지구라고 불렸던 시절보다 물이 많은 행성이다. 때문에 이동에는 하늘이나 수로를 이용할 수 밖에 없다. 가까운 거리라면 곤돌라를, 아주 먼거리라면 비행기를 이용하겠지만 곤돌라나 비행기로 가기에는 애매한 거리는 바포레토를 이용한다. 10명 정도를 태울 수 있는 소형부터 수십명을 태울 수 있는 대형까지 다양한 종류가 있다. 굳이 사람이 아니더라도 화물 수송에도 많이 쓰인다.

### 샐러맨더
아쿠아의 기후관리인. 아쿠아는 태양계의 네 번째 행성으로 맨홈(지구)보다 태양에서 멀다. 때문에 당연하게도 맨홈보다 춥다. 샐러맨더는 이런 아쿠아의 온도를 지구와 비슷한 수준으로 관리하는 일을 한다. 좀더 정확히 말하자면 아쿠아 상공에 무수히 떠 있는 기후제어장치(용광로라고 한다.)를 이용하여 아쿠아 대기에 방대한 에너지를 퍼뜨리는 일을 한다. 용광로, 즉 불을 다루기 때문에 불의 정령(샐러맨더)라고 불리는 것이다. 네오 베네치아의 상공에도 창공의 섬이라는 이름의 부유섬에 기후제어장치가 존재한다. 작품에 등장하는 아카츠키는 샐러맨더 견습으로 작품 마지막쯤 정식 샐러맨더가 된다.

### 실프
아쿠아의 에어바이크 배달원. 아쿠아는 물이 워낙 많기 때문에 육상 교통이 미비하다. 때문에 곤돌라같은 수상 교통이 발달했는데 곤돌라나 배같은 경우에는 그 속력이 느리고 좁은 수로로는 이동이 힘들며 수로가 없는 섬 중앙이나 산지등에는 아예 들어가지 못 한다는 문제점이 있다. 따라서 필요한 것이 에어바이크를 이용한 운송이다. 실프들은 작은 물건부터 사람이나 그보다 더 큰 물건까지 운반한다. 아쿠아 운송 시스템에서 매우 중요한 역할을 하고 있다. 작중에는 우디가 하고 있다. 다른 세직업(운디네,샐러맨더,노움)과는 달리 견습 기간은 없는 듯 하다.

### 노움
아쿠아의 중력관리인. 아쿠아는 맨홈(지구)와 비슷한 크기와 비슷한 자전주기를 가지고 있지만 그렇다고 해서 그 중력까지 같은 것은 아니다. 아쿠아의 중력은 맨홈의 40%에도 미치지 못하는 수준이기에 맨홈 중력에 익숙한 사람들이 생활하기에는 여러모로 어려움이 있다. 때문에 아쿠아의 중력을 조절할 필요성이 있고 그 일을 하는 것이 노움이다. 질량이 무척 무거운 중력석을 아쿠아 내부에 무수히 깔린 파이프로 흘려보냄으로써 중력을 증가시킨다. 이때 오르간처럼 생긴 조종기를 이용하며 파이프를 굴러가는 중력석이 아름다운 소리를 내기 때문에 노움이 일하는 모습을 처음 보는 사람은 오르간을 연주하는 것으로 착각할 수도 있다. 작중에서는 알이 노움 견습으로 일하고 있다. 마찬가지로 작품 마지막쯤 정식 노움이 된다.

### 기타 설정
아쿠아의 시간
아쿠아는 자전주기가 24시간으로 맨홈(지구)와 하루의 길이는 같지만 공전주기가 686일로 아쿠아에서의 1년은 맨홈에서의 2년이다. 따라서 아쿠아의 일년은 24개월이며, 한 계절은 무려 6개월이나 된다. 즉, 맨홈에서 20살은 아쿠아에서는 10살이다.
화성고양이
맨홈에서 아쿠아로 동물들을 이주시키는 과정에서 아쿠아에 적응하기 위해 지능이 비약적으로 발달한 동물이 있는데, 그게 바로 고양이이다. 그 지능의 발달이 너무 대단해 적응이 아니라 진화의 수준이었기 때문에 지구고양이와는 종 자체를 구분해 화성고양이라고 부른다. 화성고양이의 지능은 대략 인간의 어린아이 정도라고 한다. 발성기관의 구조상 인간의 말을 할 수는 없지만 이해는 완벽하게 한다. 게다가 말은 못해도 글을 배워 타자기로 자신의 뜻을 나타낼 수도 있다. 고양이는 간이 되어있는 인간의 음식을 먹을 수 없지만 화성고양이는 상관없는 모양이다. 아리아 컴퍼니의 아리아 사장은 아리아 컴퍼니가 세워질 때부터 살아있었으며 그렇다면 마지막화쯤에는 아리아 사장의 나이는 40살을 가까이 된다. 따라서 화성고양이는 지구고양이에 비해 훨씬 오래 사는 것 같다.
P.S-캐트시는 지구고양이이다. 그런 식으로 따지면 화성에서부터 지능이 올라간 건 아닐지도 모르겠다.
푸른 눈의 고양이가 사장님인 이유
수상안내원(운디네)들은 파란 눈의 고양이들을 [아쿠아마린의 눈동자]라고 부른다. 아쿠아 마린은 옛날부터 바다의 여신으로서 항해를 지켜준다고 믿어져 왔다. 때문에 네오 베네치아에서 수상안내원 가게를 하는 사람들은 모두 파란 눈의 고양이를 가게의 상징으로 삼아 일의 안전을 기원하는 것이다. 즉, 좋게 말하면 전통. 나쁘게 말하면 미신이다.

## 등장인물

### 아리아 컴퍼니(Aria Company)
수상안내업에 종사하는 회사 중 하나이다. 지구력 2281년 아메츠치 아키노(그랜마)가 창설. 3대의 곤돌라(선박)를 보유하고 있다. 소규모주의로 사원은 아리아 사장을 포함하여 모두 3명이다.
미즈나시 아카리(水無灯里)
성우 : 하즈키 에리노 / 우정신
지구(맨홈)에서 수상안내원(운디네)의 꿈을 갖고 물의 별 '아쿠아'로 찾아온 소녀로, 솔직하고 천진난만하며 붙임성 있는 성격으로 처음 보는 사람들과도 쉽게 친해진다. 상당히 센티멘탈한 소녀로 부끄러운 대사를 아무 꺼리낌없이 하곤 한다. 특기는 평범한 일상에서 행복 찾기. 나이 15세, 신장 155cm. 1월 20일생(물병좌). A형, 노의 넘버는〈4〉. 별명은 모미코(만지작), 프리마가 되었을 때 토리나(예명)는 아쿠아 마린(아득한 푸르름).
아리시아 플로렌스(Alicia Florence)
성우 : 오오하라 사야카 / 이현진
아카리의 선배로,〈물의 3대 요정〉중 한명 . 통칭은 스노우 화이트(흰색의 요정)라는 토리나(예명)을 가지고 있으며 조타술 및 접객, 안내에 능하다. ARIA 컴퍼니의 정사원으로 그랜마(ARIA 컴퍼니의 창설자)의 마지막 제자이며, 실질적 경영자. 15세 때 프리마에 승격(이것은 운디네 업계에서 프리마 승격 최연소 기록이다)하였다. 아카리를 프리마로 승격시킨 이후 결혼과 동시에 운디네를 은퇴하고 아리아 컴퍼니를 떠난다. 이후 곤돌라 협회에서 중역을 맡는다. 말버릇은 〈어머어머〉 〈우후훗〉. 언제나 웃는 얼굴로 침착하고 우아한 여성으로, 아이카를 시작으로 동경하는 사람도 많다. 그랜마 가라사대 〈뭐든지 즐기는 달인〉. 나이는 19세로 (등장초기설정), 165cm. 10월 30일생(전갈좌). A형, 노의 넘버는〈1〉
아리아 포코텡(Aria Pokoteng)
성우 : 니시무라 치나미 / 이은정
아리아 컴퍼니의 사장. 희고 몸집이 큰 화성 고양이 수컷이며 먹을것을 밝힌다. 히메야의 사장인 히메를 좋아하고 있다. 또 오렌지 플래닛의 마아 사장에게 매번 배를 물린다. 덕분에 마아 사장을 조금 무서워하는 듯 하다. 연령은 아메츠치 아키노(그랜마)와 만난 시점으로 미루어, 적어도 40세 이상으로 추정.
아이(アイ) (Ai)
성우 : 미즈하시 카오리 / 안현서
아리아 컴퍼니의 신입 운디네. 아카리의 후배. 애니메이션의 오리지널 캐릭터로 지구출신. 먼저 아쿠아에 다녀갔었던 언니가 운디네에 대한 자랑만을 늘어놓아 아쿠아를 싫어했었다. 후에 아카리와의 만남을 계기로 아쿠아를 좋아하게 된다. 애니메이션 1화를 제외하고 애니메이션 각화의 막 올림을 아카리가 보내는 메일로, 그리고 메일에 대한 아이의 답변으로 막 내림을 장식한다. 애니메이션 3기 마지막화에 아카리의 후배 신입 운디네로 등장한다. 그 영향인지 원작만화에서도 끝무렵 프리마가 된 아카리의 후배로 등장한다. 고작 4페이지의 등장이지만 1권 2화, 아리시아와 아카리의 아침 식사장면을 그대로 연출하는 나름 임팩트 있는 역할이다.

### 히메야(姫屋)
지구력 2180년에 창설. 아쿠아 개척기 때부터 이어져온 유서 깊은 회사로 생긴 지 10년 정도 된 오렌지 플래닛에 업계 1위의 자리를 내주었다. 보유 곤돌라 100대, UTTP://SSS.himeya.com.aq
아이카 S 그란체스터(藍華·S·グランチェスタ) (Aika S. Granzchesta)
성우 : 사이토 치와 / 박선영
히메야의 상속자로 접객과 안내에 능하며 "부끄러운 대사 금지!"는 그녀의 입에서 떨어질줄 모른다. 강한 듯 보이지만 의외로 부끄러움을 많이 타고 칭찬에 약하며 눈물을 자주흘린다. 언제부터인지 알 군을 좋아하고 있다. 아카츠키는 가챠펜이라는 별명으로 부르지만 본인은 매우 싫어한다. 프리마가 되었을 때 토리나(예명)는 로젠 퀸(장미의 여왕)이며, 프리마가 된 후 히메야의 새로운 지점의 지점장을 맡는다. 나이 16세, 신장160cm, 혈액형은 O형, 2월 2일생 (물병좌). 노의 넘버는〈8〉.
아키라 E 페라리(晃·E·フェラーリ) (Akira E. Ferrari)
성우 : 미나가와 쥰코 / 배정민
히메야의 프리마. 아이카의 선배로 〈물의 3대 요정〉중의 한 명. 크림슨 로즈(진홍빛 장미)라는 토리나(예명)를 가지고 있으며 뛰어난 접객술이 특징. 꽤나 무서운 성격의 소유자이나 의외로 후배를 잘 챙기는 타입. 아리시아, 아테네와는 오랜 친구 사이이다. 아리시아에게 묘한 라이벌 의식을 가지고 있는 것 같다. 아리시아의 은퇴, 아테네의 전업 이후 운디네 업계의 원톱으로 부상한다. 호두빵을 무척 좋아한다. 나이 20세, 신장 168cm, 7월 29일생 (사자자리), 혈액형은 O형, 노의 넘버는〈27〉.
히메 M 그란체스터(ヒメ·M·グランチェスタ)（Hime M. Granzchesta）
성우 : 미즈하시 카오리
히메야의 사장. 일반 지구 고양이 암컷이며 아리아 사장이 좋아하나 그때마다 외면한다. 그러나 서서히 마음을 열리는 것 같기도...

### 오렌지 플래닛(Orange Planet)
지구력 2291년에 창설. 아마데우스 재단이 세운 기업 부동의 1위였던 히메야를 제치고 운디네 업계 1위를 차지하고있다
아리스 캐롤(Alice Carroll)
성우 : 히로하시 료 / 여민정
중1의 나이로 중등부 곤돌라 대회에서 1위를 한 후 오렌지 플래닛에 스카웃되었다. 뛰어난 조타술을 자랑하는 천재소녀지만 무뚝뚝한 성격 때문에 사람 사귀는 데는 서툴다. 때문에 아카리, 아이카와 처음 만났을 때도 트러블이 생기기도 했다. 하지만 실제론 무척이나 마음 착한 소녀이다. 그늘만 밞고 걷기 같은 자기규칙놀이를 즐겨하는데 그런 모습을 보면 아이같고 귀여운 면도 있다. 중학교 졸업과 동시에 업계 최초로 싱글을 뛰어넘으며 페어에서 프리마로 승격한다. 프리마가 되었을 때 토리나(예명)은 오렌지 프린세스(황혼의 공주)이다. 말버릇은 〈왕○○에요〉. 나이는 14세, 신장 145cm, 혈액형 B형, 9월 1일생 (처녀좌). 노의 넘버는〈18〉.
아테나 글로리(Atena Glory)
성우 : 카와카미 토모코 (노래 : 카와이 에리) / 이주연
오렌지 플래닛의 소속의 프리마 운디네. 아리스의 룸메이트이자 선배. 아리시아, 아키라와 같이 〈물의 3대 요정〉중의 한 명이다. 칸초네는 그녀의 큰 자랑거리이다. 배려심이 깊지만 또 한편으로 덜렁이인 성격 때문에 후배인 아리스에게 항상 보좌받는다. 토리나(예명)는 세이렌 (천상의 목소리). 이후 뛰어난 노래 실력으로 오페라 배우로 전업한다. 신장 170cm, 나이 21세, 혈액형 AB형, 12월 24일생 (사수좌). 노의 번호는〈36〉.
마아(Maa)
성우 : 와타나베 아케노
아리스가 주워온 화성고양이. 암컷. 잘은 안보이지만 확실히 파란색의 눈을 갖고 있다. 이 때문에 오렌지 플래닛의 사장이 죽고 난 뒤 그 자리를 대신하게 된다. 아리아 사장을 좋아한다고 하며, 항상 아리아 사장의 떡살 배를 깨문다. 다만 그때문에 아리아 사장은 마아 사장을 무서워 한다.

### 세 원소의 사람들
이즈모 아카츠키(出雲暁) (Akatsuki Izumo)
성우 : 노지마 히로후미(어릴적)산페이 유코 / 전광주
아쿠아의 날씨를 관리하는 살라만더(Salamander). 아리시아를 좋아하고 있음.후반부에는 아카리의 팬이됨. 주로 아이카와 대립상태. 별명은 포니남. 아카리를 만지작 아가씨로 부른다. 신장 178 cm. 나이 18세. 혈액형 O형. 8월 1일생.
알버트 피트(Albert Pitt) / 통칭 '알 군'
성우 : 와타나베 아케노 / 안현서
아쿠아의 중력을 관리하는 지중관리인 노움(Gnome). 나이에 비해 키가 왜소하며, 지구에서 유행했던 말장난을 자주한다. 현재 아이카와 커플로 유력한 존재. 그러나 자신이 본명으로 불리는 것을 그다지 좋아하지 않아 " 알 군 "이라는 별칭이 많이 쓰인다. 신장 140 cm. 나이 20세. 혈액형 AB형. 5월 20일생.
우도 아야노 코지 51세(綾小路宇土51世) (Udo Ayanokohji the 51st) / 통칭 '우디'
성우 : 우에다 유지 / 하성용
낭만비행회사에 근무하는 바람 배달인 실프(Sylph). 에어 바이크를 타고 하늘을 난다. 본명이 너무 딱딱하다 생각하여 우디라고 불리길 원한다. 이따금 아리아 컴퍼니에 물건을 전해 주러오며 아리스에게 뭇군이라는 별명으로 불린다. 신장 185 cm. 나이 18세. 혈액형 O형. 8월 8일생.

※ 나이가 51세가 아니라 이름이 우도 아야노 코지 51세이다.

### 기타 인물
안노 나미헤이(庵野波平) / 우체부 아저씨
성우 : 키요카와 토모무 / 김소형
네오 베네치아의 칸나레죠 우체국에 근무하는 우체부 아저씨. 우체국 내에서는 장로님이라 불린다. 아카리와 친한 사이. 자주 편지를 나누며 때때로 이런저런 차(茶)를 선물한다. 아쿠아 2권, 아리아 12권 동안 아카리에게 쭉 우체부 아저씨로 불리다가 12권 마지막화에서야 이름이 등장한다. 때문에 부록으로 유니폼에 자기 이름을 박아넣었다는 4컷 만화가 나올 정도. 실제인지 개그인지는...
아메츠지 아키노(天地 秋乃) / 그랜마(Grandma)
성우 : 마츠오 요시코 / 이주연
운디네로서 활동할 당시 대요정이라 불리었다. 은퇴 이후 존경을 담아 전설의 대요정, 그랜드 마더로 불린다. 원래 히메야 소속이었으나, 당시 이름이 없었던 화성 고양이(아리아 사장)와의 만남을 계기로 히메야를 퇴사하여 아리아 사장과 만났던 자리에 아리아 컴퍼니를 세웠다. 그 후로도 은퇴할 때까지 업계를 이끌어 왔다. 총 활동기간은 약 34년.
고양이 요정(Cait Sith) / 캐트시
고양이들의 왕이자 요정. 아카리에게 자주 접근함. 아무래도 아카리에게 관심이 많은 듯하다. 고양이지만 사람보다도 더 크다. 요정답게 이런저런 능력들을 가지고 있는 모양이다. 네오 베네치아의 카니발 축제 중에는 카사노바로 변장하여 고양이들과 악단을 하기도 한다. 카니발 축제의 카사노바가 100년 전에도 있었다는 걸로 봐서는 최소 100세 이상.

### 성우 배정
표기 순서는 "캐릭터 - 애니메이션 및 애니메이션판 드라마 CD와 게임 - 코믹블레이드판 드라마 CD - 애니맥스" 순.
- 미즈나시 아카리 - 하즈키 에리노 - 미즈하시 카오리 - 우정신
- 아리시아 플로렌스 - 오오하라 사야카 - 이노우에 키쿠코 - 이현진
- 아리아 사장 - 니시무라 치나미 - 하야시바라 메구미 - 이은정
- 그랜드마더 - 마쓰오 요시코 - 이주연
- 아이카 S. 그란체스타 - 사이토 치와 - 하야시바라 메구미 - 박선영
- 아키라 E. 페라리 - 미나가와 쥰코 - 미츠이시 코토노 - 배정민
- 히메 M. 크란체스타 - 미즈하시 카오리 - 이노우에 키쿠코
- 아리스 캐롤 - 히로하시 료 - 사이토 아야카 - 여민정
- 아테나 글로리 - 카와카미 토모코(노래: 가와이 에리) - 이주연
- 마아 - 와타나베 아케노
- 알버트 피트 - 와타나베 아케노 - 타나카 마유미 - 안현서
- 이즈모 아카츠키 - 노지마 히로후미(어릴적: 산페이 유코) - 쿠사오 타케시 - 전광주
- 아야노 코우지 우도 51세 - 우에다 유지 - 하성용
- 우편배달부 아저씨 - 기오카와 모토무 - 치바 시게루 - 김소형
- 아카츠키 형 - 에가와 히사오 - 김소형
- 아카츠키의 어머니 - 이즈카 마유미
- 카페 플로리안의 지배인 - 이시즈카 운쇼
- 호시노 아키코 - 아사다 요코
- 카토리 - 스즈키 치히로
- 츠쿠요 - 나카하라 마이
- 소라 - 구마이 모토코
- 아야노 선생님 - 마츠키 미유
- 아이 - 미즈하시 카오리 - 안현서

## 만화
독일어, 스페인어, 영어, 이탈리아어, 인도네시아어, 중국어, 태국어 등의 여러 언어로 번역되어 발매되고 있다.
- 지음/그림: 아마노 코즈에
- 퍼냄
  - 일본어: 에닉스(전) 맥 가든(후)
  - 한국어: 북박스
  - 영어: ADV 망가(전), 도쿄팝(후)

- 아쿠아
  1. 2003년 11월 20일, ISBN 978-89-5662-467-9
  2. 2003년 11월 20일, ISBN 978-89-5662-468-6

- 아리아
  1. 2003년 1월 30일, ISBN 978-89-5662-136-4
  2. 2003년 4월 24일, ISBN 978-89-5662-249-1
  3. 2003년 8월 12일, ISBN 978-89-5662-342-9
  4. 2004년 2월 26일, ISBN 978-89-5662-608-6
  5. 2004년 8월 26일, ISBN 978-89-5757-665-6
  6. 2005년 2월 24일, ISBN 978-89-5986-987-9
  7. 2005년 10월 28일, ISBN 978-89-5924-960-2
  8. 2006년 2월 23일, ISBN 978-89-5986-487-4
  9. 2006년 8월 24일, ISBN 978-89-5986-912-1
  10. 2007년 6월 4일, ISBN 978-89-5924-117-0
  11. 2008년 1월 17일, ISBN 978-89-255-1426-0
  12. 2008년 7월 22일, ISBN 978-89-255-1615-8

## 애니메이션

### 아리아 디 애니메이션(ARIA The ANIMATION)
2005년 10월 5일부터 12월 28일까지 일본의 TV 도쿄 계열 6개국에서 방영되었으며, 대한민국에서는 애니맥스에서 2006년 12월부터 2007년 1월 중순까지 방영되었다.

#### 부제목
1. その 素敵な奇跡を… - 그 멋진 기적을…
2. その 特別な日に… - 그 특별한 날에…
3. その 透明な少女と… - 그 투명한 소녀와…
4. その 届かない手紙は… - 그 전해지지 않는 편지는…
5. その あるはずのない島へ… - 그 있을리 없는 섬에…
6. その 守りたいものに… - 그 지키고 싶은 것에…
7. その 素敵なお仕事を… - 그 멋진 일을…
8. その 憂鬱な社長ったら…, その イケてるヒーローってば… - 그 우울한 사장님도 참…, 그 잘나가는 영웅이란…
9. その 星のような妖精は… - 그 별과 같은 정령은…
10. その ほかほかな休日は… - 그 따끈따끈한 휴일은…
11. その オレンジの日々を… - 그 오렌지의 나날을…
12. その やわらかな願いは… - 그 포근한 바람은…
13. その まっしろな朝を… - 그 새하얀 아침을…

#### 주제가
여는 곡 〈운디네(ウンディーネ)〉
노래: 마키노 유이, 작사: 가와이 에리, 작곡·편곡: 구보타 미나
닫는 곡 〈무지개(Rainbow)〉
노래: ROUND TABLE feat.Nino, 작사·작곡: 기타가와 카츠토시, 편곡: ROUND TABLE

#### 삽입곡
〈심포니(シンフォニー)〉
노래: 마키노 유이, 작사: 이토 에리코(ROUND TABLE), 작곡: 기타가와 카츠토시, 편곡: 사쿠라이 야스후미
〈just for you〉
노래: ROUND TABLE feat. Nino, 작사: 이토 에리코, 작곡: 기타가와 카츠토시, 편곡: ROUND TABLE·사쿠라이 야스후미
〈バルカローレ 바루카로레[*]〉
노래·작사: 가와이 에리, 작곡·편곡: 쿠보다 미나
※ バルカローレ(바루카로레): バルカローラ(바르카롤, 베네치아의 곤돌라 뱃사공 노래)

### 아리아 더 내츄럴(ARIA The NATURAL)
2006년 4월 2일부터 9월 24일까지 일본의 TV 도쿄 계열 3개국에서 방영되었으며, 대한민국에서는 애니맥스에서 2007년 1월 말부터 3월 초까지 방영되었다.

#### 부제목
1. その カーニバルの出逢いは… - 그 카니발의 만남은…
2. その 宝物をさがして… - 그 보물을 찾아서…
3. その 流星群の夜に… - 그 유성우의 밤에…
4. その ネオ・ヴェネツィア色の心は… - 그 네오 베네치아색의 마음은…
5. その 雨の日の素敵は…, その 春にみつけたものは… - 그 비오는 날의 근사함은…, 그 봄에 찾은 것은…
6. その 鏡にうつる笑顔は… - 그 거울에 비치는 미소는…
7. その 猫たちの王国へ… - 그 고양이들의 왕국에…
8. その ボッコロの日に… - 그 보코로의 날에…
9. その 素顔の星たちは… - 그 멋진 별들은…
10. その あたたかな街と人々と… - 그 따듯한 마을과 사람들과…
11. その 大切な輝きに… - 그 소중한 빛남에…
12. その 逃げ水を追って…, その 夜光鈴の光は… - 그 달아나는 물을 쫓아…, 그 야광방울의 빛은…
13. その でっかい自分ルールを… - 그 왕 자기 규칙을…
14. その いちばん新しい想い出に… - 그 가장 새로운 추억에…
15. その 広い輪っかの中で… - 그 커다란 바퀴 속에서…
16. その ゴンドラとの別れは… - 그 곤돌라와의 이별은…
17. その 雨降る夜が明ければ… - 그 비내리는 밤이 밝혀지면…
18. その 新しい自分に… - 그 새로운 자신에게…
19. その 泣き虫さんったら…, その 乙女心ってば… - 그 울보쟁이도 참…, 그 소녀 마음이란…
20. その 影のない招くものは… - 그 그림자 없이 …
21. その 銀河鉄道の夜に… - 그 은하철도의 밤에…
22. その ふしぎワールドで…, その アクアを守る者よ… - 그 신기한 세상에서…, 그 아쿠아를 지키는 자여…
23. その 海と恋と想いと… - 그 바다와 사랑과 마음과…
24. その 明日のウンディーネに… - 그 내일의 운디네에게…
25. その 出逢いの結晶は… - 그 만남의 결정은…
26. その 真っ白な雪の中で… - 그 새하얀 눈 속에서…

#### 주제가
최종화 닫는 곡으로는 '아리아 더 애니메이션'의 닫는 곡인 Rainbow가 사용되었다.
여는 곡 〈행복(ユーフォリア 유포리아[*])〉
노래: 마키노 유이, 작사: 가와이 에리, 작곡·편곡: 구보타 미나
닫는 곡 〈여름 기다리기(夏待ち 나쓰마치[*])〉 (1~15화)
노래: ROUND TABLE feat.Nino, 작사·작곡: 기타가와 카츠토시, 편곡: ROUND TABLE·사쿠라이 야스후미, 스트링 편곡: 구보타 미나
닫는 곡 〈Smile Again〉 (16~25화)
노래: 하즈키 에리노, 작사·작곡: 세노 다케시, 편곡: 세노 다케시·하네오카 게이

#### 삽입곡
〈우강화(雨降花)〉
노래: 마키노 유이, 작사: 마키노 유이, 작곡: F.GIRAUD, 편곡: 코우네 신
〈밀물의 파도소리(潮騒 시오사이[*])〉
노래: ROUND TABLE feat. Nino, 작사: 이토 에리코, 작곡: 기타가와 카츠토시, 편곡: ROUND TABLE・사쿠라이 야스후미
〈バルカローレ 바루카로레[*]〉
노래·작사: 가와이 에리, 작곡·편곡: 쿠보다 미나
※ バルカローレ(바루카로레): バルカローラ(바르카롤, 베네치아의 곤돌라 뱃사공 노래)
〈마음(コッコロ 콧코로[*])〉
노래·작사: 가와이 에리, 작곡·편곡: 쿠보다 미나
〈머리카락과 머리핀과 나(髪とヘアピンと私 카미토 헤아핀토 와타시[*])》
노래: 사이토 치와, 작사: 다카하시 마이, 작곡: F.GIRAUD, 편곡: 쿠보다 미나
제19화에서는 마키노 유이가 불렀음.

### 아리아: 아리에타(ARIA The OVA 〜ARIETTA〜)

#### 주제가
여는 곡 〈일곱빛깔의 하늘을(七色の空を 나나이로노 소라오[*])〉
노래·작사·작곡: SONOROUS, 편곡: Choro Club, 스트링 편곡: 沢田穣治 (Choro Club 프로듀스)
닫는 곡 〈내일, 해저물때까지(明日, 夕暮れまで 아시타, 유우구레마데[*])〉
노래: 하즈키 에리노, 작사: 이토 리에코, 작곡·편곡: 기타가와 카츠토시, 스트링 편곡: 사쿠라이 야스후미, 피아노: 세오노 타케시

### 아리아 디 오리지네이션(ARIA The ORIGINATION)
2008년 1월 7일부터 3월 31일까지 일본의 TV 도쿄 계열 3개국에서 방영되었다.

#### 부제목
1. その やがて訪れる春の風に… - 그 드디어 방문하는 봄의 바람에…
2. その 笑顔のお客さまは… - 그 미소 지은 손님은…
3. その こめられた想いは… -그 담을 수 있었던 마음은…
4. その 明日を目指すものたちは… - 그 내일을 목표로 하는 이들은…
5. その おもいでのクローバーは… - 그 추억의 클로버는…
6. その 素敵な課外授業に… - 그 멋진 과외 수업에…
7. その ゆるやかな時の中に… - 그 느긋한 시간 속에서…
8. その 大切な人の記憶に… - 그 소중한 사람의 기억은…
9. その オレンジの風につつまれて… - 그 오렌지 바람으로 둘러싸여…
10. その お月見の夜のときめきは… - 그 달맞이 밤의 두근거림은…
11. その 変わりゆく日々に… - 그 변해가는 날마다…
12. その 蒼い海と風の中で… - 그 푸른 바다와 바람 속에서…
13. その 新しいはじまりに… - 그 새로운 시작에…

#### 주제가
여는 곡 〈나선(スピラーレ 스피라레[*])〉
노래: 마키노 유이, 작사:가와이 에리, 작곡·편곡: 구보타 미나
닫는 곡 〈금의 물결 천의 물결(金の波 千の波 긴노나미 센노나미[*])〉
노래·작사: 아라이 아키노, 작곡: 아라이 아키노·호가리 히사키, 편곡: 호가리 히사키

### 아리아 디 크레푸스폴로 (ARIA The CREPUSCOLO)
2021년 3월 5일에 신작 애니메이션으로서 극장 개봉예정.

## 게임

### 아리아 더 네츄럴 ~먼 기억의 미라쥬~
《아리아 더 네츄럴 ~먼 기억의 미라쥬~(ARIA The NATURAL 〜遠い記憶のミラージュ〜)》라는 타이틀로, 2006년 9월 28일에 알케미스트에서 플레이스테이션 2용 게임으로 발매하였다.

#### 주제가
여는 곡〈BLUE BLUE WAVE〉
노래:KAORI, 작사·작곡: 시쿠라 지요마루, 편곡: 이소에 도시미치
닫는 곡〈그 작고 작은 미소로(その小さな小さな微笑で〉
노래: KAORI, 작사·작곡: 시쿠라 지요마루, 편곡:우에노 히로시

### 아리아 디 오리지네이션 ~푸른 행성의 에르시에로~
《아리아 디 오리지네이션 ~푸른 행성의 에르시에로~(ARIA The ORIGINATION 〜蒼い惑星のエルシエロ〜)》라는 타이틀로, 2008년 6월 26일에 알케미스트에서 플레이스테이션 2용 게임으로 발매할 예정이다.

#### 주제가
여는 곡<Graceful way>
노래:kicco
닫는 곡<꽃이피는 별(花の咲く星〉

## 관련 상품

### 서적
소설
1. 아리아: 물의 도시와 슬픈 가희의 이야기 (맥 가든 노벨, 글: 후지사키 아유나, 그림: 아마노 코즈에)
  - 2006년 2월 28일 - ISBN 4-86127-241-6
2. 아리아: 사계절 바람의 선물 (맥 가든 노벨, 글: 후지사키 아유나·오카다 마리·우라하타 타츠히코·요시다 레이코, 그림: 아마노 코즈에)
  - 2008년 1월 10일 - ISBN 4-86127-448-6

월간 운디네
- 〈월간 운디네〉히메야 특집호 - 2006년 7월 10일, ISBN 4-86127-268-8
- 〈월간 운디네〉ARIA 컴퍼니 특집호 - 2006년 7월 18일, ISBN 4-86127-269-6
- 〈월간 운디네〉오렌지 플래닛 특집호 - 2006년 7월 24일, ISBN 4-86127-270-X
- 〈월간 운디네〉Vol4 아리스 캐롤 특집호 - 2008년 3월 10일
- 〈월간 운디네〉Vol5 그란체스터 특집호 - 2008년 3월 21일
- 〈월간 운디네〉Vol6 미즈나시 아카리 특집호 - 2008년 3월 31일

푸니피규어 포함 서적
- 푸니피규어 포함 서적 마아사장님의 그림책 - 2007년 3월 10일, ISBN 978-4-86127-337-7
- 푸니피규어 포함 서적 히메 사장님의 그림책 - 2007년 3월 20일, ISBN 978-4-86127-338-4
- 푸니피규어 포함 서적 아리아 사장님의 그림책 - 2007년 3월 30일, ISBN 978-4-86127-339-1

그 외의 서적
- ARIA The ANIMATION 스타트북 - 2005년 10월 5일, ISBN 4-86127-204-1
- ARIA 오피셜 내비게이션 가이드 - 2005년 10월 29일, ISBN 4-86127-212-2
- ARIA The ANIMATION 퍼펙트 가이드북 - 2006년 3월 29일, ISBN 4-86127-263-7
- ARIA The NATURAL 퍼펙트 가이드북 - 2006년 12월 22일, ISBN 4-86127-327-7

### CD
드라마 CD
- 〈ARIA〉 Drama CD I - 2004년 8월 25일
- 〈ARIA〉 Drama CD II - 2005년 8월 24일
- 〈AQUA〉 Drama CD I - 2005년 9월 22일
- ARIA The ANIMATION Drama CD I BLUE - 2005년 11월 25일
- ARIA The ANIMATION Drama CD II RED -2005년 12월 22일
- ARIA The ANIMATION Drama CD III ORENGE - 2006년 1월 25일
- ARIA The NATURAL Drama CD I - 2006년 6월 23일
- ARIA The NATURAL Drama CD II - 2006년 7월 20일
- ARIA The ORIGINATION Drama CD I ～눈～ - 2008년 3월 21일
- ARIA The ORIGINATION Drama CD II ～달～ - 2008년 4월 23일(예정)
- ARIA The ORIGINATION Drama CD III ～꽃～ - 2008년 5월 21일(예정)

사운드 트랙
- 〈ARIA The ANIMATION〉ORIGINAL SOUNDTRACK - 2005년 11월 23일
- 〈ARIA The NATURAL〉ORIGINAL SOUNDTRACK due - 2006년 5월 24일
- ARIA ~피아노 콜렉션~ 스타지오네 -계절- - 2006년 8월 2일
- ARIA The NATURAL 보컬송 콜렉션 - 2006년 9월 6일
- ARIA The ORIGINATION ORIGINAL SOUNDTRACK tre - 2008년 2월 20일
- ARIA The ORIGINATION 피아노 콜렉션 II 디파르텐트 -여행- - 2008년 3월 26일(예정)

### DVD
아리아 디 애니메이션(ARIA The Animation)
1. 2006년 1월 25일
2. 2006년 2월 24일
3. 2006년 3월 24일
4. 2006년 4월 25일
5. 2006년 5월 25일
6. 2006년 6월 23일

아리아 더 내츄럴(ARIA The Nature)
1. 2006년 7월 25일
2. 2006년 8월 25일
3. 2006년 9월 22일
4. 2006년 10월 24일
5. 2006년 11월 25일
6. 2006년 12월 23일
7. 2007년 1월 25일
8. 2007년 2월 23일
9. 2007년 3월 23일

아리아: 아리에타(ARIA ARIETTA)
1. 2007년 9월 21일

아리아 디 오리지네이션(ARIA The Origination)
1. 2008년 4월 25일
2. 2008년 5월 23일
3. 2008년 6월 25일
4. 2008년 7월 25일
5. 2008년 8월 22일
6. 2008년 9월 25일
7. 2008년 10월 24일